# クーネオ県

クーネオ県
Provincia di Cuneo

クーネオ県（クーネオけん、イタリア語: Provincia di Cuneo）は、イタリア共和国ピエモンテ州に属する県の一つ。県都はクーネオ。

## 地理

### 位置・広がり
ピエモンテ州南西部に位置する県で、南にリグーリア州、西にフランスのプロヴァンス＝アルプ＝コート・ダジュール地域圏 (PACA)と接している。面積は約 6,900 km² で、イタリアの県の中では3番目に広い（ボルツァーノ自治県、フォッジャ県に次ぐ）。
隣接する県、およびそれに相当する行政区画は以下の通り。
- 北 - トリノ県
- 北東 - アスティ県
- 南東 - サヴォーナ県（リグーリア州）
- 南 - インペリア県（リグーリア州）
- 南西 - アルプ＝マリティーム県（PACA）
- 西 - アルプ＝ド＝オート＝プロヴァンス県（PACA）

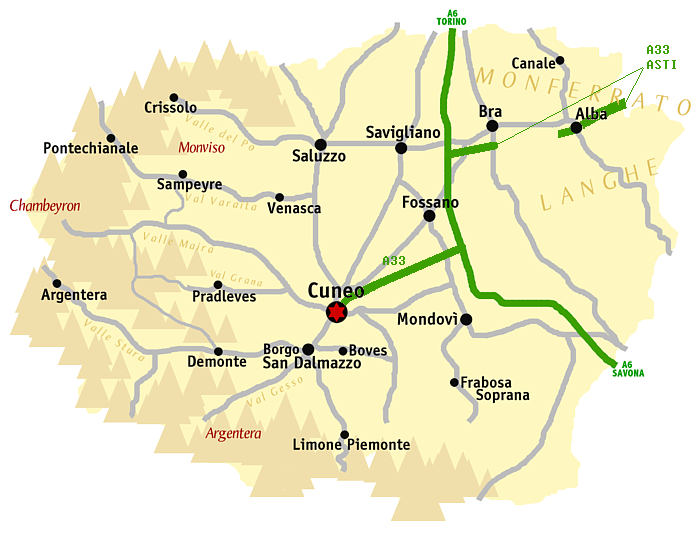
クーネオ県概略図

- 北西 - オート＝アルプ県（PACA）

### 主要な都市
2001年の国勢調査に基づく居住地区（Località abitata）別人口統計によれば、人口1万人以上の都市は以下の通り。（　）内は所属コムーネ（自治体）名を示すが、都市名と同一の場合は省いた。 
- クーネオ - 43,796人
- アルバ - 24,466人
- ブラ - 23,976人
- フォッサーノ - 18,109人
- サヴィリアーノ - 15,685人
- BREO （モンドヴィ） - 14,345人
- サルッツォ - 12,120人

- クーネオ
- アルバ
- ブラ
- サヴィリアーノ

## 行政区画
クーネオ県には2021年1月1日現在、247のコムーネが属する。
主要なコムーネ（上位10位）は下表の通り。左端の数字はISTATコードを示す。人口は2020年1月1日現在。
| コード | 自治体名                   | 人口   |
| ------ | -------------------------- | ------ |
| 004078 | クーネオ                   | 56,311 |
| 004003 | アルバ                     | 31,516 |
| 004029 | ブラ                       | 29,592 |
| 004089 | フォッサーノ               | 24,658 |
| 004130 | モンドヴィ                 | 22,308 |
| 004215 | サヴィリアーノ             | 21,664 |
| 004203 | サルッツォ                 | 17,444 |
| 004025 | ボルゴ・サン・ダルマッツォ | 12,417 |
| 004034 | ブスカ                     | 10,114 |
| 004179 | ラッコニージ               | 9,896  |

21世紀に入って以降、以下のコムーネ統廃合 (it:Fusione di comuni italiani) が行われている。
2019年発足
- ブスカがヴァルマーラを編入
- サルッツォがカステッラールを編入
- サント・ステーファノ・ベルボがカーモを編入

## 人物

### 著名な出身者
- ジョヴァンニ・ジョリッティ - 19-20世紀の政治家、イタリア王国首相。モンドヴィ生まれ。
- ルイージ・エイナウディ - 20世紀の経済学者・政治家、イタリア共和国大統領。カッル生まれ。
- チェーザレ・パヴェーゼ - 20世紀の作家。サント・ステーファノ・ベルボ生まれ、トリノ育ち。
- カルロ・ペトリーニ（英語版） - スローフード運動提唱者。ブラ生まれ。